# Рудолф фон Франкенщайн
Рудолф фон Франкенщайн (на немски: Rudolf von Frankenstein; Rudolf von und zu Frankenstein; * 1523, замък Франкенщайн, Оденвалд; † 21 юни 1560, Лаутербург, Елзас) от рода на господарите на Франкенщайн в Оденвалд, е княз-епископ на Шпайер (1552 – 1560).

## Произход и духовна кариера
Той е син на Йохан IV фон Франкенщайн (* пр. 1509; † септември 1558) и съпругата му Ирмел фон Клеен († 6 ноември 1533). Внук е на Конрад VI фон Франкенщайн († сл. 1504) и Аполония фон Кронберг († 1503).
На 15 години Рудолф фон Франкенщайн кандидатства за служба като домхер в катедралата на Майнц. След приемането му той започва дългогодишно следване в университетите в Париж, Льовен и Фрайбург в Брайзгау. На 25 май 1548 г. той става домхер в Майнц.
След различни дипломатически мисии Рудолф фон Франкенщайн е избран на 3 октомври 1552 г. за епископ на Шпайер и пропст на Вайсенбург. Папа Юлий III го одобрява на 14 ноемеври 1552 г. Помазан е за епископ на 26 ноември 1552 г. в църквата на Уденхайм (Филипсбург).
На Петдесетница 1557 г. Рудолф фон Франкенщайн помазва в Ашафенбург за епископ избрания за архиепископ на Майнц Даниел Брендел фон Хомбург.
От 1558 г. при Рудолф фон Франкенщайн се появяват признаци на душевна болест. Затова катедралният капител избира на 16 август 1559 г. Марквард фон Хатщайн за коадютор, който е одобрен от папа Пий IV на 13 май 1560 г. Епископ Рудолф фон Франкенщайн умира на 21 юни 1560 г. в Лаутербург, предадено е, че през последните си дни той отново има пълна душевна яснота. Погребан е в катедралата на Шпайер на 2 юли 1560 г. Марквард фон Хатщайн става следващият епископ на Шпайер.
Неговият племенник Йохан Карл фон и цу Франкенщайн (1610 – 1691) е епископ на Вормс.